# Окли, Генри Фрэнсис
Генри Фрэнсис Окли (англ. Henry Francis Oakeley, род. 1941) — британский ботаник. 

## Биография
Генри Фрэнсис Окли родился в 1941 году. 
Он занимался изучением растений семейства Орхидные, особенно в Южной Америке. 
Окли является научным сотрудником Гербария Королевских ботанических садов Кью. Кроме того, он является президентом Общества Орхидей Великобритании. 

## Научная деятельность
Генри Фрэнсис Окли специализируется на семенных растениях.  

## Некоторые публикации
- 2008. Lycaste, Ida and Anguloa: The Essential Guide. 444 pp. 2.000 ilustraciones. ISBN 978 0 9521461 1 7.
- 1999. Anguloa : The Species, the hybrids and a checklist of Angulocastes. Orchid Digest 63 (4).
- 1999. A Revision of the Genus Anguloa. Japan Orchid Society Orchids 38: 17—38.
- 1999. A Revision of the Genus Anguloa. Orquideologia 21 (2): 159—213.
- 1993. Lycaste Species: The Essential Guide. ISBN 0-9521461-0-X.
- 1989. A plant of Sobralia macrantha. Plantsman 11(3): 185—187.